# Fatorda Stadium
Il Jawaharlal Nehru Stadium (hindi: जवाहरलाल नेहरू स्टेडियम) comunemente soprannominato Fatorda Stadium è uno stadio polivalente situato a Margao, Goa. Lo stadio è utilizzato per ospitare sia il calcio internazionale che le partite di cricket. È l'unico stadio internazionale di Goa e ha una capienza di 19.800 persone. È stata fondata nel 1989 ed è di proprietà e gestito dallo Sports Authority of Goa.

## Storia

### Inizio
Il Jawaharlal Nehru Stadium, conosciuto anche come Fatorda Stadium, è stato costruito in un tempo record di 6 mesi dall'allora ministro dello sport Cruz. È stato inaugurato nel 1989 come stadio come unico utilizzo per il calcio, ma in meno di un anno è stato ristrutturato per includere anche il cricket.

## Servizi
Nel 2014 è stato aggiornato secondo le ultime specifiche della FIFA. Ha una capienza di 19.800. I servizi includono illuminazione arena, erba naturale, sala Broadcast, Studio TV, Spogliatoi, zona Incontro Delegati, sale di controllo, sale mediche per i giocatori e spettatori, VIP Lounge, scatole aziendali, Tribune, Area Conferenza stampa Area, area zona mista, telecamere a circuito chiuso, piscina, palestra polivalente e parcheggio.

## Calcio
Questo stadio è stato a lungo un pilastro del calcio indiano, per aver ospitato molti giochi internazionali, tra le quali le qualificazioni per la Coppa del Mondo FIFA e la Coppa dell'AFC Attualmente il campo è condiviso da quattro squadre: l'FC Goa,il Dempo, il Salgaocar, e il Sporting Clube de Goa.

## Cricket
Anche se lo stadio è stato originariamente costruito per essere usato solo per il calcio, negli ultimi anni è stato sempre più utilizzato per ospitare partite di cricket internazionale. Nel 25 ottobre 1989, il primo ODI di cricket è stato giocato tra l'Australia e lo Sri Lanka, ha ospitato poi sette edizioni del One Day Internationals, la più recente delle quali tra l'India e lo Sri Lanka nel 2007. L'assegnazione del campo per le partite di cricket ha spesso sconvolto la comunità di calcio di Goa.